# 잭 대니얼스

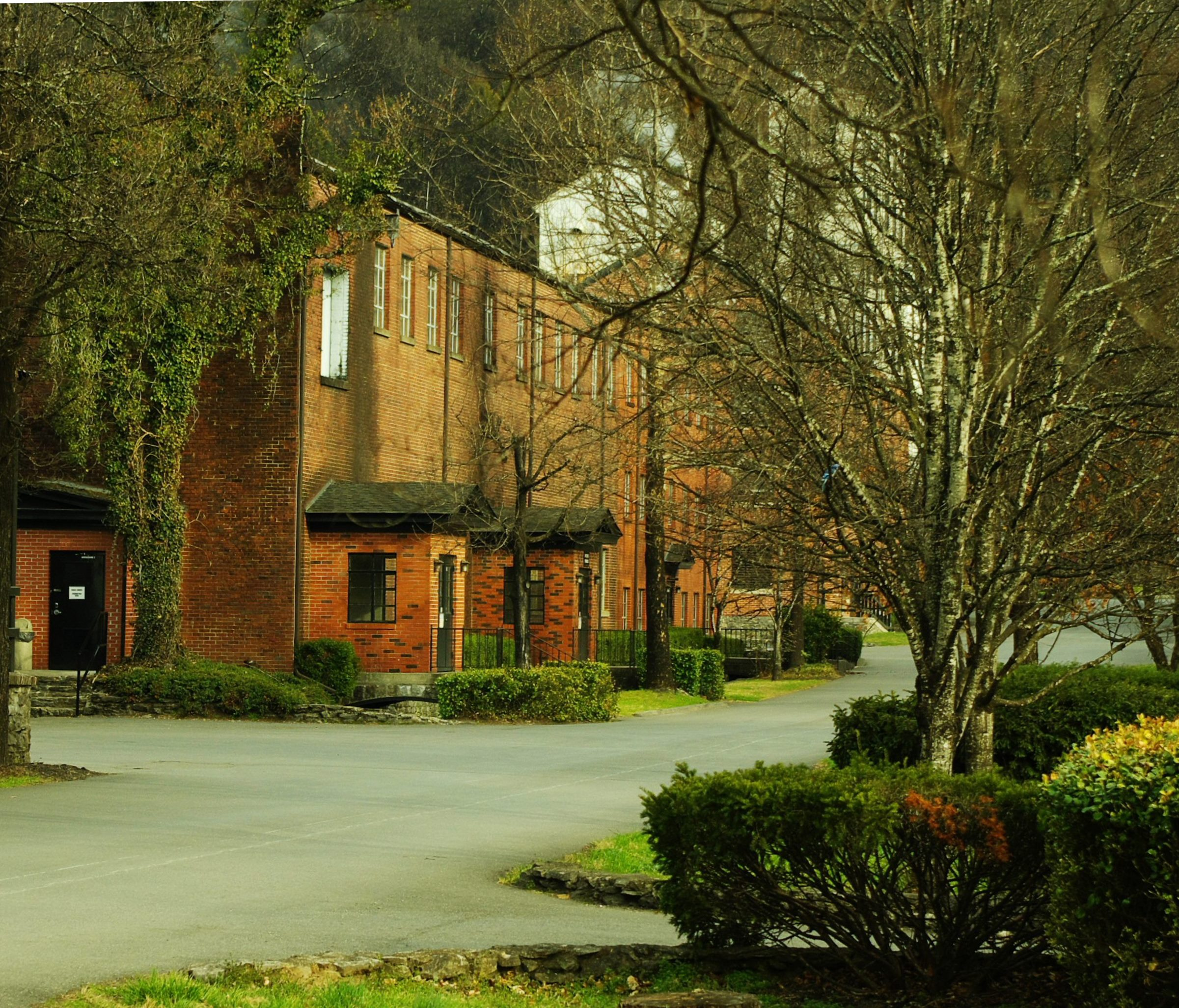

잭 대니얼스(Jack Daniel's)는 미국 테네시주 린치버그에 본사를 둔 주류 제조 업체이자 대표적인 위스키 품목이기도 하다. 모두 회사의 설립자 잭 대니얼에서 유래한다. 잭 대니얼 위스키의 알코올 도수는 40%이며, 잭 대니얼 허니의 경우는 35%이다. 현재 잭 대니얼스 회사의 소유주는 조지 가빈 브라운 4세이다.